# 北哲弥
北 哲弥（きた てつや、1962年 - ）は日本の実業家である。大和リース株式会社代表取締役社長。

## 来歴・人物
兵庫県出身。
1984年3月大阪経済大学経済学部卒業。同年4月大和工商リース株式会社（現大和リース株式会社）入社。2006年神戸支店長、2011年執行役員・規格建築事業部副事業部長、2013年取締役上席執行役員・規格建築事業部長、2015年取締役常務執行役員などを歴任。2021年同社代表取締役社長に就任した。。
同社代表取締役会長の森田俊作に続き、2代続けて大阪経済大学の卒業生が代表取締役社長に就任している。
リース業だけでなく、自社製品の外販をさらに推進し、建設業の売上高ランキングは親会社である大和ハウス工業が2位で、同社は21位となっている。